# Joseph Degousée
François Rose Joseph Degousée, né à Rennes le 8 juillet 1795 et mort à Paris le 25 novembre 1862, est un militaire, ingénieur civil et homme politique républicain français du XIXe siècle.

## Biographie
Fils de Jean-Baptiste Constant Dégousée, alors officier de police militaire près l'armée des côtes de Brest, François Rose Joseph Dégousée suivit l'exemple paternel en s'engageant comme volontaire en 1809. Après avoir pris part aux dernières campagnes napoléoniennes, il parvint au grade de capitaine d'état-major avant d'être licencié le 5 septembre 1815.

Opposant à la monarchie restaurée, il participa à de nombreux complots libéraux contre le régime des Bourbons (comme l'« affaire des patriotes » de 1816, que plusieurs de ses amis payèrent de leur vie) et entra dans la Charbonnerie en 1820, ce qui lui valut d'être arrêté en 1823.

Colonel de l'état-major de La Fayette pendant les combats des Trois Glorieuses, il resta par la suite fidèle au républicanisme en s'opposant à la Monarchie de Juillet. Cofondateur du Comité central démocratique, il fut actif lors de la campagne des banquets puis de la Révolution de février qui entraînèrent la chute de Louis-Philippe et la proclamation de la République.

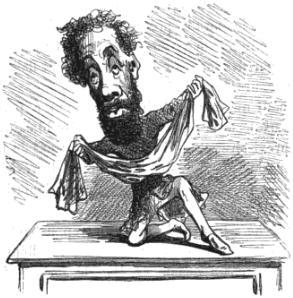
Caricature de Degousée par Cham

Candidat soutenu par Le National, Degousée fut battu dans la Seine mais élu « représentant du peuple » (député) dans la Sarthe lors des élections d'avril 1848. Siégeant au sein de la majorité républicaine modérée à l'Assemblée nationale constituante, il fut membre du comité des Travaux publics et fut élu questeur par la majorité.

Votant quelquefois avec la droite, Degousée se rapprocha même du comité de la rue de Poitiers (dominé par les « républicains du lendemain » et les monarchistes). Il soutint cependant l'amendement Grévy et s'opposa à la politique de Louis-Napoléon Bonaparte.

Il ne fut pas réélu en 1849 et se retira de la scène politique.
Devenu ingénieur civil depuis son licenciement de l'armée (1815), Degousée se spécialisa dans la fabrication d'équipages de sonde et dans les entreprises de sondage pour le forage des puits artésiens. Les innovations qu'il apporta à cette technologie, exposées dans un ouvrage de référence (Guide du sondeur, ou Traité théorique et pratique des sondages, 2 vol., Paris, Langlois et Leclercq, 1847, réédité en 1861), lui valurent de nombreuses récompenses à l'occasion des expositions industrielles nationales et des expositions universelles. Il obtint notamment les médailles d'or de la Société d'encouragement pour l'industrie nationale (1830), de la Société royale et centrale d'agriculture (1831 et 1835) et de l'Académie des sciences (1835).

Marié à Adeline Sauquaire Souligné, Joseph Degousée eut un fils, Edmond (1826-1912), qui devint ingénieur des Arts et Manufactures ainsi qu'une fille qui épousa l'ingénieur et géologue Charles-Auguste Laurent (né en 1821), employé puis associé (à partir de 1848) de Degousée au sein de la maison « Degousée et Laurent ». Cette dernière œuvra dans de nombreux pays d'Europe (notamment au service de la municipalité de Cadix en 1850, du gouvernement grec en 1856, de la compagnie de chemin de fer de Madrid à Alicante en 1858, puis du gouvernement espagnol en 1860-61) ainsi qu'en Algérie (1855).